# 2013 JY64
2013 JY64, também escrito como 2013 JY64, é um objeto transnetuniano que está localizado no Cinturão de Kuiper, uma região do Sistema Solar. Este corpo celeste é classificado como um provável cubewano. Ele possui uma magnitude absoluta de 8,5 e tem um diâmetro estimado de 88 km.

## Descoberta
2013 JY64 foi descoberto no dia 8 de maio de 2013 pelo Outer Solar System Origins Survey.

## Órbita
A órbita de 2013 JY64 tem uma excentricidade de 0,057 e possui um semieixo maior de 43,112 UA. O seu periélio leva o mesmo a uma distância de 40,671 UA em relação ao Sol e seu afélio a 45,554 UA.